# Kira Reed
Kira Katherine Reed (Santa Clara, California, 13 de octubre de 1971), también conocida como Kira Reed Lorsch, es una actriz, guionista, presentadora y productora de televisión estadounidense.

## Carrera
Kira es famosa por su participación en películas del género softcore especialmente en la década de 1990. Tuvo papeles protagónicos en las series Red Shoe Diaries y The Price Of Desire, y en la televisión abierta en programas como ER, NYPD Blue y The War at Home. Fue reportera y productora de la serie Sexcetera de Playboy TV,  produjo la segunda temporada de la serie Naked Happy Girls y fue guionista y productora en el reality show de Playboy 69 Sexy Things 2 Do Before You Die.
Es presidenta de The RHL Group, una compañía de producción de eventos, publicación y entretenimiento fundada por Robert Lorsch, que produce eventos de caridad y programación de televisión. En diciembre de 2012, RHL publicó Reed's Score: How to Win the Girl of Your Dreams.

## Filmografía seleccionada
- Vampire (2010) .... Chloe
- Demon's Claw (2006) .... Elizabeth Balthory
- Jailbait (2004) .... Jeri
- BachelorMan (2003) .... Courtney Love Wannabe
- The Final Victim (2003) .... Nadia
- The Big Chingon (2003) .... Sara
- Cheerleader Ninjas (2002)
- Just Can't Get Enough (2002) .... Amber Lee
- Demon Under Glass (2002) .... Chloe Martin
- Sexual Intrigue (2000) .... Randi
- Shadow Dancer (1999) .... Janet
- Wasteland Justice (1999) .... Shanna
- Thriller: Caron (1999) .... Caron
- Killing the Vision (1999)
- Alien Files (1998) .... Agent Forrest
- Carnal Fate (1998) .... Mimi
- Too Good to Be True (1997/II) .... Darcy
- Madam Savant (1997) .... Suzy Largo
- The Price of Desire (1997) .... Monica
- The Night That Never Happened (1997) .... Claire
- Fallen Angel (1997) .... Kristi
- The Lady in Blue (1996) .... Carla
- Damien's Seed (1996) .... Carol
- Secret Places (1996) .... Holly

## Primeros Años
Reed nació en Santa Clara, California, a la edad de 5 años ya actuaba en obras escolares y recitales de danza locales. A los 10 años trabajaba en anuncios comerciales y también como modelo para catálogos locales. Cuando su familia se mudó a Louisville, Kentucky, asistió a la Escuela de Artes Escénicas Juveniles para luego graduarse de la Escuela de Teatro, Cine y Televisión de la UCLA . 